# Arnold Sommerfeld
Arnold Johannes Wilhelm Sommerfeld (Königsberg, 5 de dezembro de 1868 — Munique, 26 de abril de 1951) foi um físico teórico alemão que introduziu a constante de estrutura fina, em 1916. Foi indicado 84 vezes para o Nobel de Física.
Arnold Sommerfeld nasceu em Königsberg, onde estudou matemática e ciências físicas na Universidade de Königsberg.
Após obter o doutorado em 1891, trabalhou na Universidade de Göttingen, onde recebeu um professorado em 1896. Tornou-se professor de matemática na Universidade Clausthal-Zellerfeld em 1897, e de engenharia técnica na Universidade de Aix-la-Chapelle, em 1900, onde desenvolveu a teoria da lubrificação hidrodinâmica. Em 1897 começou uma colaboração de treze anos com Felix Klein, em um tratado de quatro volumes sobre o giroscópio.
Foi palestrante convidado do Congresso Internacional de Matemáticos em Heidelberg (1904: Über die Mechanik der Elektronen) e em Roma (1908).
Entre 1906 e 1931, estabeleceu-se como professor de física na Universidade de Munique. Lá teve contato com a teoria da relatividade restrita de Albert Einstein. Suas contribuições matemáticas à teoria ajudaram seu reconhecimento pelos mais céticos.
Em 1914, estudou com Léon Brillouin a propagação de ondas eletromagnéticas em meios dispersivos. Posteriormente foi um dos fundadores da mecânica quântica e co-descobridor da lei de quantização de Sommerfeld-Wilson], uma generalização do modelo atômico de Niels Bohr, que foi substituída pela equação de Erwin Schrödinger.
Seu livro Estrutura atômica e linhas espectrais (1919) tornou-se um clássico.
Teve vários alunos famosos, especialmente Werner Heisenberg, Wolfgang Pauli, Hans Bethe e Peter Debye.
Em 1927, aplicou as estatísticas de Fermi-Dirac ao modelo de Drude dos elétrons em metais. A nova teoria resolveu boa parte dos problemas de predição das propriedades térmicas do modelo.
Sommerfeld foi um grande teórico e, além de suas valiosas contribuições à teoria quântica, trabalhou em outros campos da física, tais como a teoria clássica do eletromagnetismo.

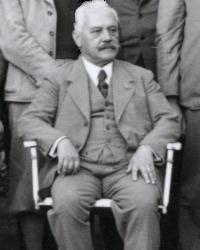
Arnold Sommerfeld, Stuttgart 1935

Propôs uma solução para o problema de radiação hertziana de um dipolo aterrado, que por anos conduziu a muitas aplicações. A identidade de Sommerfeld e as integrais de Sommerfeld são ainda hoje a maneira mais comum de se resolver este tipo do problema.
Recebeu a medalha Lorentz em 1939. Sommerfeld morreu em 1951 em Munique, devido a ferimentos após um acidente de trânsito.
Participou da 1ª, 2ª e 6ª Conferência de Solvay.
Está sepultado no Nordfriedhof, Munique.